# Maurizio di Sassonia (1696-1750)
Maurizio di Sassonia, in tedesco Hermann Moritz von Sachsen, in francese Maurice de Saxe, conosciuto anche come Maréchal de Saxe (Goslar, 28 ottobre 1696 – Castello di Chambord, 20 novembre 1750), è stato un generale francese di origine tedesca, conte di Sassonia e maresciallo di Francia. Inventò un cannone chiamato Amusette.

## Biografia
Ermanno Maurizio di Sassonia (più conosciuto col solo nome di Maurizio di Sassonia) nacque a Goslar, nella Bassa Sassonia, figlio illegittimo di Augusto II, re di Polonia ed Elettore di Sassonia, e della Contessa Aurora von Königsmarck. Venne battezzato come Hermann Moritz e subito chiamato con i titoli di "Conte di Sassonia" o "Conte de la Raute".
Maurizio ottenne dal padre durante il suo vicariato imperiale il grado di colonnello in un reggimento di corazzieri. Nel 1706 egli studiò musica e filosofia ad Halle e già allora era considerato un bambino prodigio. Nel 1709 egli si distinse combattendo nelle Fiandre agli ordini di Eugenio di Savoia e del duca di Marlborough e altrettanto fece nel 1711 a Stralsund, nel corso della grande guerra del Nord, sotto gli occhi del padre. Subito dopo la madre lo fece sposare alla ricca contessa di Löben, matrimonio che venne sciolto dieci anni dopo.
Nel 1717 egli prese parte in Ungheria, sempre sotto il comando di Eugenio di Savoia, alla 
guerra contro i turchi e nel 1720 entrò a servizio del  Regno di Francia. Nel 1726 i notabili di Curlandia, dietro pressioni della duchessa-vedova Anna I di Russia, figlia dello zar Ivan V, lo proclamarono duca di Curlandia.
Tuttavia, nel 1729, spinto da pressioni russe, Maurizio lasciò la Curlandia per ritornare in Francia e nel 1733 si distinse combattendo nella zona del Reno Superiore durante la guerra di successione polacca e nel 1736 venne promosso tenente generale.
Nel 1738 avanzò con il suo esercito verso Praga, che il 26 novembre 1741, durante la guerra di successione austriaca, conquistò d'assalto, per poi occupare Eger e Elbogen; ritornò quindi insieme al maresciallo de Broglie al Reno, ove s'impossessò della linea di Lauterbourg. 
Nel 1743 creò nuovamente un proprio Corpo franco, i Volontaires de Saxe, che erano direttamente al suo personale servizio.
La sua campagna del 1744 nelle Fiandre, sotto il comando nominale di Luigi XV, fu il capolavoro della sua "arte della guerra", mentre costringeva all'inattività il nemico, superiore di numero. 
Nel febbraio 1745 occupò Bruxelles, l'11 maggio batté gli inglesi a Fontenoy e replicò il successo l'11 ottobre 1746 a  Roucoux. Nell'aprile del 1746 era stato naturalizzato definitivamente francese. Venne quindi nominato Maréchal général des camps et armées du roi e dopo l'assedio di  Lauffeld, del 2 luglio 1747, e la presa di Bergen op Zoom del 16 settembre 1747, Comandante in capo nei Paesi Bassi occupati.
Conclusasi la guerra di successione austriaca con la pace di Aquisgrana del 18 ottobre 1748, Maurizio si ritirò nel Castello di Chambord, che Luigi XV gli aveva lasciato in uso a vita, e che divenne luogo d'incontro di eruditi, artisti e filosofi. 
Egli morì il 30 novembre del 1750, tra le sei e le sette del mattino, a causa di febbre putrida, e venne sepolto nella chiesa protestante di San Tommaso a Strasburgo, ove, tra il 1765 ed il 1776, l'artista francese Jean-Baptiste Pigalle gli eresse un grande monumento funebre.

## L'arte della guerra
Maurizio di Sassonia è famoso, oltre che come comandante focoso al limite della temerarietà, come teorico dell'arte della guerra. Nel 1732, durante una breve malattia, scrisse le Meditazioni, un'opera di strategia e tattica che fu pubblicata solo dopo la sua morte.
In quest'opera Maurizio lodava l'ordine profondo, gli attacchi all'arma bianca e le tattiche aggressive, sminuendo invece l'importanza delle armi da fuoco e della polvere da sparo.
Mentre questi aspetti della sua opera sono indice di forte conservatorismo (e nella pratica non furono utilizzati nemmeno da lui) Maurizio iniziò anche alcune riflessioni d'avanguardia: filosoficamente distinse tra una parte scientifica dalla guerra (composta dall'organica, dall'addestramento, dall'armamento e dall'equipaggiamento, ovvero cose che potevano essere organizzate a tavolino) ed una artistica, irrazionale, "sublime", che si esalta nel colpo d'occhio e nelle intuizioni del comandante, nel carattere delle truppe, nel morale (assai mutevole anche tra i veterani), nei casi e negli accidenti.
Inoltre Maurizio di Sassonia fu un sostenitore delle divisioni (chiamate da lui "corpi") ovvero di una riforma dell'organica che stabilisse delle strutture stabili e proporzionate, formate da reparti di cavalleria, fanteria ed artiglieria con un'aliquota di genio e servizi, che si muovessero in maniera autonoma, o meglio ancora su vie parallele a ore o giorni di marcia l'una dall'altra. Ogni divisione sarebbe stata in grado di combattere autonomamente una piccola battaglia o far fronte ad un'imboscata, mentre sarebbero state in grado di riunirsi rapidamente per formare un esercito per una battaglia principale.
Malgrado tutto, Maurizio riteneva che un buon generale avrebbe potuto (se non avesse commesso mai errori) passare tutta la sua vita senza combattere una sola battaglia, sconfiggendo il nemico con la manovra, con le scaramucce, gli assalti notturni alle cittadelle (tattica di cui fu un maestro riconosciuto) e la prudenza nella difesa delle proprie linee.

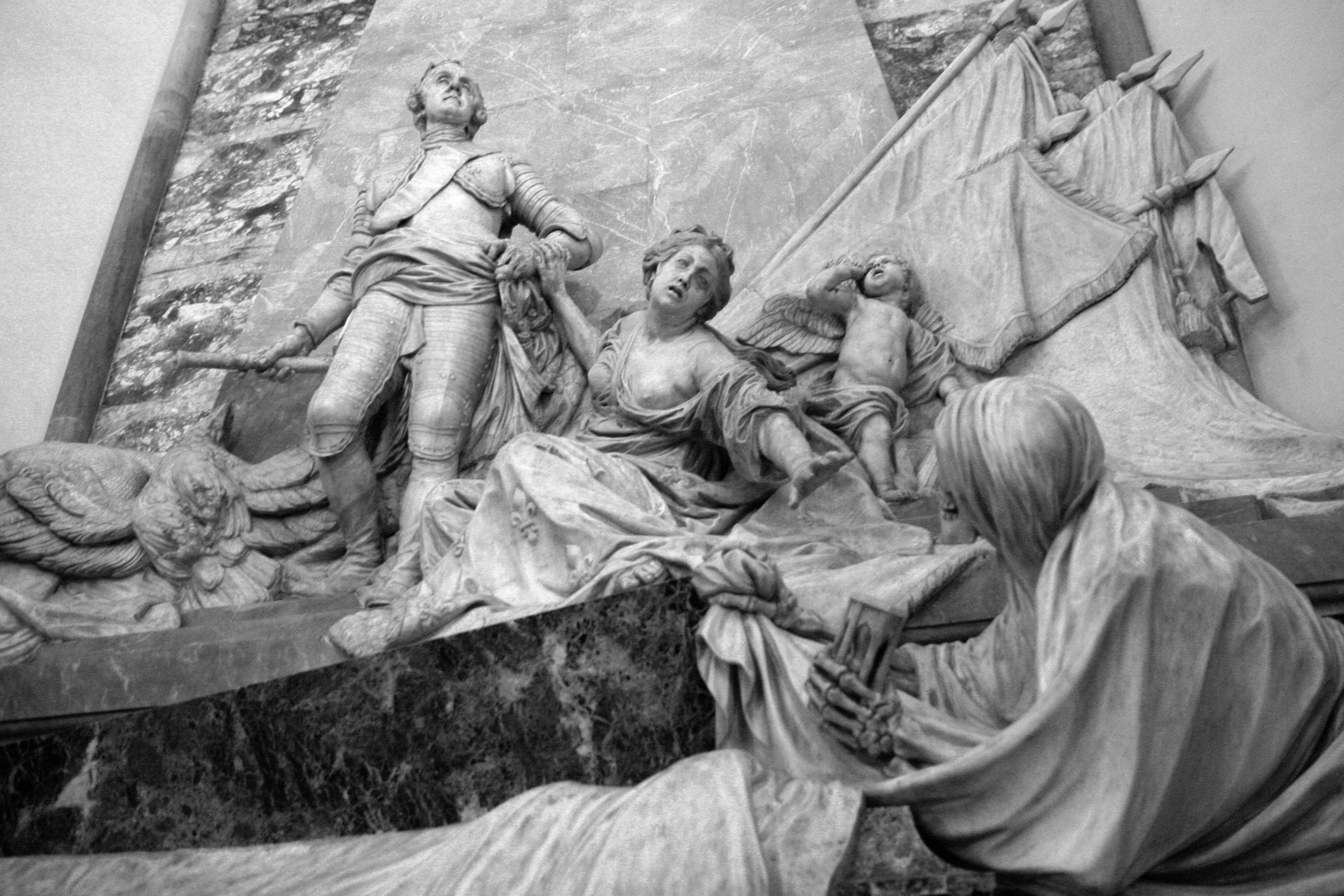
La tomba di Maurizio di Sassonia

## Opere
- (FR)  Les Reveries Ou Memoires Sur L'Art De La Guerre De Maurice Comte De Saxe, Duc De Courlande Et De Semigalle ... Dédiés A Messieurs Les Officiers Generaux Par Mr. De Bonneville Capitaine Ingenieur de Campagne de Sa Majesté le Roi de Prusse. A La Haye, Chez Pierre Gosse Junior, Libr. de S. A. R., 1756
- (FR)  Mes rêveries. Ouvrage posthume de Maurice comte de Saxe. Amsterdam/Leipzig 1757 (Digitalizzato in Gallica)

## Matrimonio e discendenza
Il 12 marzo 1714 Maurizio sposò la ricca ereditiera, contessa Johanna Victoria Tugendreich von Loeben (1699 – 1747) dalla quale ebbe un figlio, Augusto Adolfo, nato il 22 gennaio 1715, che tuttavia morì poco dopo la nascita. Il matrimonio fu sciolto il 22 marzo 1721.

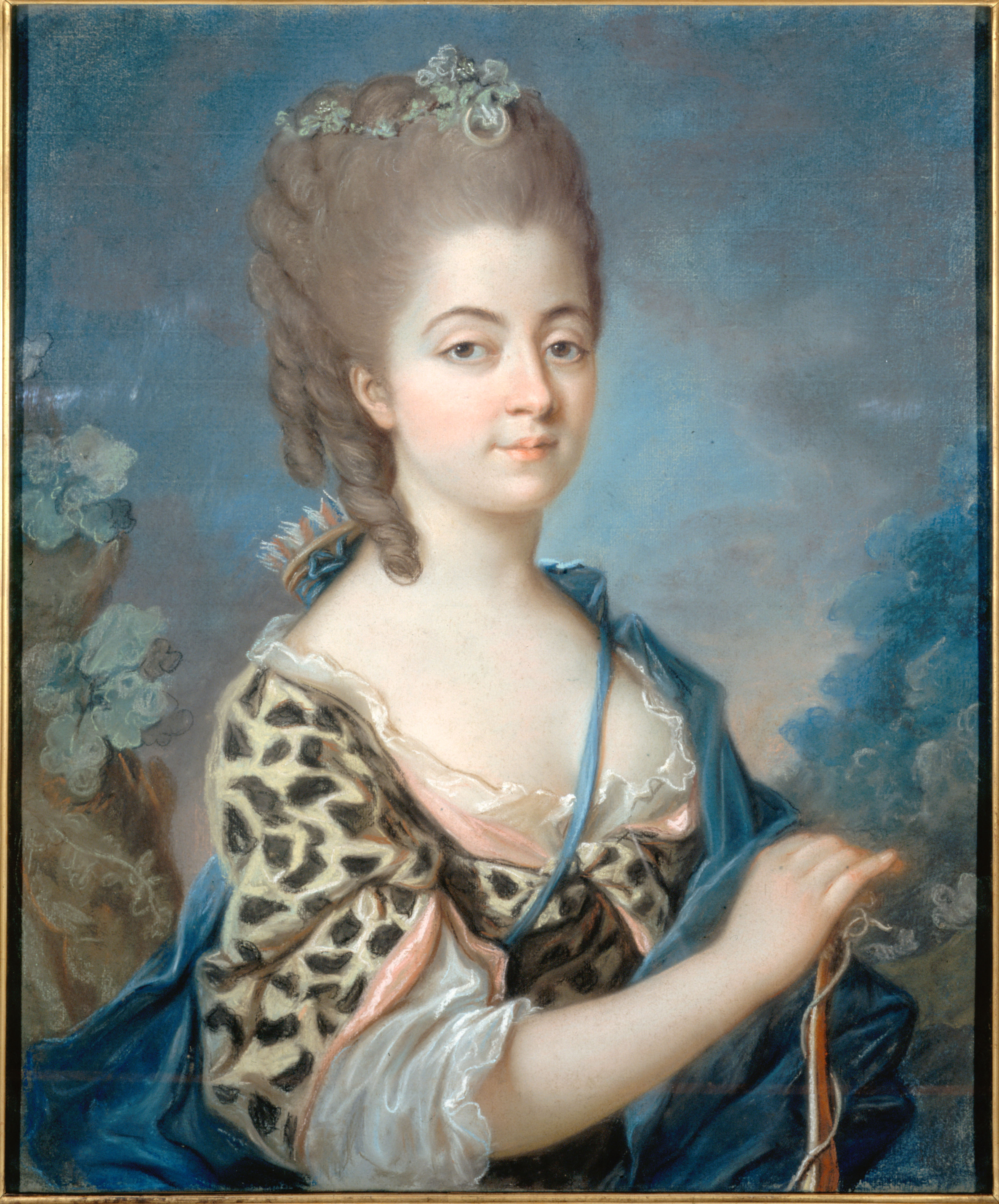
Maria Aurora di Sassonia, figlia illegittima di Maurizio di Sassonia e nonna paterna di George Sand

Maurizio ebbe inoltre numerose amanti tra le quali la celebre attrice Adrienne Lecouvreur. Una delle ultime fu Marie Rinteau de Verrières (1730–1775), dalla quale ebbe una figlia illegittima, Maria Aurora di Sassonia (1748–1821), legittimata da Maurizio poco prima della morte, che sposò certo Claude Dupin de Francueil, per cui Maurizio fu il bisnonno della scrittrice francese George Sand, il cui vero nome era Amantine Aurore Lucile Dupin de Francueil.

## Maurizio di Sassonia nelle arti

### Opera lirica
Maurizio di Sassonia è protagonista dell'opera lirica  Adriana Lecouvreur, di Francesco Cilea.

### In letteratura
- È il protagonista del dramma di Eugenio Scribe e di Ernest Legouvé, Adriana Lecouvreur, dal quale fu tratta l'omonima opera lirica di Cilea.
- Il Marchese di Sassonia, insieme a Madame de Pompadour, l'amante preferita del re di Francia, Luigi XV, è oggetto di versetti satirici che Thomas Mann fa recitare al poeta di Lubecca, Jacques Hoffstede, uno dei personaggi del suo primo romanzo, I Buddenbrooks:

(Thomas Mann, I Buddenbrooks, Parte Prima, cap. 8)
L'ironia dei versetti non è percepibile in lingua italiana, poiché si basa sul doppio senso del termine tedesco Sheide, che in quella lingua ha il significato di "fodera" o "guaina", ma anche, volgarmente, di "vagina".

## Ascendenza
|                                                                                |                                                                |                                                                | Genitori                                                       |  |  | Nonni |  |  | Bisnonni                                       |  |  | Trisnonni                                     |  |
|                                                                                |                                                                |                                                                |                                                                |  |  |       |  |  | Johann Georg II, principe elettore di Sassonia |  |  | Johann Georg I, principe elettore di Sassonia |  |
|                                                                                |                                                                |                                                                |                                                                |  |  |       |  |  | Johann Georg II, principe elettore di Sassonia |  |  | Johann Georg I, principe elettore di Sassonia |  |
|                                                                                |                                                                | Magdalena Sibylle von Preußen                                  |                                                                |  |  |       |  |  | Johann Georg II, principe elettore di Sassonia |  |  |                                               |  |
| Johann Georg III, principe elettore di Sassonia                                |                                                                |                                                                |                                                                |  |  |       |  |  | Johann Georg II, principe elettore di Sassonia |  |  |                                               |  |
|                                                                                |                                                                | Magdalena Sibylle von Brandenburg-Bayreuth                     | Christian, margravio di Brandeburgo-Bayreuth                   |  |  |       |  |  |                                                |  |  |                                               |  |
|                                                                                |                                                                | Magdalena Sibylle von Brandenburg-Bayreuth                     | Christian, margravio di Brandeburgo-Bayreuth                   |  |  |       |  |  |                                                |  |  |                                               |  |
|                                                                                |                                                                | Magdalena Sibylle von Brandenburg-Bayreuth                     | Marie von Preußen                                              |  |  |       |  |  |                                                |  |  |                                               |  |
| August II, re di Polonia, granduca di Lituania e principe elettore di Sassonia |                                                                | Magdalena Sibylle von Brandenburg-Bayreuth                     |                                                                |  |  |       |  |  |                                                |  |  |                                               |  |
|                                                                                |                                                                | Frederik III, re di Danimarca                                  | Christian IV, re di Danimarca                                  |  |  |       |  |  |                                                |  |  |                                               |  |
|                                                                                |                                                                | Frederik III, re di Danimarca                                  | Christian IV, re di Danimarca                                  |  |  |       |  |  |                                                |  |  |                                               |  |
|                                                                                |                                                                | Frederik III, re di Danimarca                                  | Anna Katharina von Brandenburg                                 |  |  |       |  |  |                                                |  |  |                                               |  |
| Anna Sophie af Danmark                                                         |                                                                | Frederik III, re di Danimarca                                  |                                                                |  |  |       |  |  |                                                |  |  |                                               |  |
|                                                                                |                                                                | Sophie Amalie von Braunschweig-Lüneburg                        | Georg, duca di Brunswick-Lüneburg                              |  |  |       |  |  |                                                |  |  |                                               |  |
|                                                                                |                                                                | Sophie Amalie von Braunschweig-Lüneburg                        | Georg, duca di Brunswick-Lüneburg                              |  |  |       |  |  |                                                |  |  |                                               |  |
|                                                                                |                                                                | Sophie Amalie von Braunschweig-Lüneburg                        | Anna Eleonore von Hessen-Darmstadt                             |  |  |       |  |  |                                                |  |  |                                               |  |
| Moritz von Sachsen                                                             |                                                                | Sophie Amalie von Braunschweig-Lüneburg                        |                                                                |  |  |       |  |  |                                                |  |  |                                               |  |
|                                                                                | Hans Christoph von Königsmarck, conte di Vestervik e Stegeholm | Konrad von Königsmarck, signore di Kötzlin                     |                                                                |  |  |       |  |  |                                                |  |  |                                               |  |
|                                                                                | Hans Christoph von Königsmarck, conte di Vestervik e Stegeholm | Konrad von Königsmarck, signore di Kötzlin                     |                                                                |  |  |       |  |  |                                                |  |  |                                               |  |
|                                                                                | Hans Christoph von Königsmarck, conte di Vestervik e Stegeholm | Beatrix Elisabeth von Blumenthal                               |                                                                |  |  |       |  |  |                                                |  |  |                                               |  |
| Kurt Christoph von Königsmarck, conte di Vestervik e Stegeholm                 | Hans Christoph von Königsmarck, conte di Vestervik e Stegeholm |                                                                |                                                                |  |  |       |  |  |                                                |  |  |                                               |  |
|                                                                                |                                                                | Agathe von Leesten                                             | Christoph von Leesten                                          |  |  |       |  |  |                                                |  |  |                                               |  |
|                                                                                |                                                                | Agathe von Leesten                                             | Christoph von Leesten                                          |  |  |       |  |  |                                                |  |  |                                               |  |
|                                                                                |                                                                | Agathe von Leesten                                             | Anna Elisabeth von Seelen                                      |  |  |       |  |  |                                                |  |  |                                               |  |
| Aurora von Königsmarck                                                         |                                                                | Agathe von Leesten                                             |                                                                |  |  |       |  |  |                                                |  |  |                                               |  |
|                                                                                |                                                                | Hermann von Wrangel, signore di Sko, Patsu, Valkla e Pöltsamaa | Hannes von Wrangel, signore di Rannamoisa, Valkla ed Elistvere |  |  |       |  |  |                                                |  |  |                                               |  |
|                                                                                |                                                                | Hermann von Wrangel, signore di Sko, Patsu, Valkla e Pöltsamaa | Hannes von Wrangel, signore di Rannamoisa, Valkla ed Elistvere |  |  |       |  |  |                                                |  |  |                                               |  |
|                                                                                |                                                                | Hermann von Wrangel, signore di Sko, Patsu, Valkla e Pöltsamaa | Barbara von Anrep                                              |  |  |       |  |  |                                                |  |  |                                               |  |
| Maria Christina von Wrangel                                                    |                                                                | Hermann von Wrangel, signore di Sko, Patsu, Valkla e Pöltsamaa |                                                                |  |  |       |  |  |                                                |  |  |                                               |  |
|                                                                                |                                                                | Amalia Magdalena von Nassau-Siegen                             | Johann VII, conte di Nassau-Siegen                             |  |  |       |  |  |                                                |  |  |                                               |  |
|                                                                                |                                                                | Amalia Magdalena von Nassau-Siegen                             | Johann VII, conte di Nassau-Siegen                             |  |  |       |  |  |                                                |  |  |                                               |  |
|                                                                                |                                                                | Amalia Magdalena von Nassau-Siegen                             | Margarethe von Schleswig-Holstein-Sonderburg                   |  |  |       |  |  |                                                |  |  |                                               |  |
|                                                                                |                                                                | Amalia Magdalena von Nassau-Siegen                             |                                                                |  |  |       |  |  |                                                |  |  |                                               |  |